# Episodi di Due ragazzi e una ragazza (terza stagione)
La terza stagione della serie televisiva Due ragazzi e una ragazza è stata trasmessa in anteprima negli Stati Uniti d'America dalla ABC tra il 22 settembre 1999 e il 26 aprile 2000.
| nº | Titolo originale                    | Titolo italiano | Prima TV USA      | Prima TV Italia |
| -- | ----------------------------------- | --------------- | ----------------- | --------------- |
| 1  | A New Hope                          |                 | 22 settembre 1999 |                 |
| 2  | Au Revoir Pizza Place               |                 | 29 settembre 1999 |                 |
| 3  | Teacher's Pet Peeve                 |                 | 6 ottobre 1999    |                 |
| 4  | Career Day                          |                 | 13 ottobre 1999   |                 |
| 5  | Sunday in the Apartment             |                 | 20 ottobre 1999   |                 |
| 6  | Halloween 2: Mind Over Body         |                 | 27 ottobre 1999   |                 |
| 7  | Berg's New Roommate                 |                 | 3 novembre 1999   |                 |
| 8  | Foul Play                           |                 | 10 novembre 1999  |                 |
| 9  | Talking Turkey                      |                 | 17 novembre 1999  |                 |
| 10 | Liver and Learn                     |                 | 1º dicembre 1999  |                 |
| 11 | A Moving Script                     |                 | 8 dicembre 1999   |                 |
| 12 | Out with the Old                    |                 | 15 dicembre 1999  |                 |
| 13 | Bridesmaid Revisited                |                 | 5 gennaio 2000    |                 |
| 14 | The Monitor Story                   |                 | 19 gennaio 2000   |                 |
| 15 | The Wedding Dress                   |                 | 26 gennaio 2000   |                 |
| 16 | A Rookie Script                     |                 | 9 febbraio 2000   |                 |
| 17 | Feast or Fireman                    |                 | 16 febbraio 2000  |                 |
| 18 | Once Again from the Beginning       |                 | 8 marzo 2000      |                 |
| 19 | War Stories                         |                 | 22 marzo 2000     |                 |
| 20 | Two Guys, a Girl and a Bachelorette |                 | 29 marzo 2000     |                 |
| 21 | Love Shack                          |                 | 5 aprile 2000     |                 |
| 22 | Another Moving Script               |                 | 12 aprile 2000    |                 |
| 23 | The Undercard                       |                 | 19 aprile 2000    |                 |
| 24 | El Matrimonio Loco                  |                 | 26 aprile 2000    |                 |